# Hoplitis strymonia
Hoplitis strymonia is een vliesvleugelig insect uit de familie Megachilidae. De wetenschappelijke naam van de soort is voor het eerst geldig gepubliceerd in 1999 door Tkalcu.